# Vincenzo Saccà
Vincenzo Saccà (San Lorenzo, 27 gennaio 1825 – Mosciano Sant'Angelo, 4 maggio 1887) è stato un patriota e funzionario italiano.

## Biografia
Compì gli studi presso il Real Collegio, oggi Convitto Nazionale di Stato "T. Campanella" di Reggio Calabria.
Affiliato alla Giovine Italia, Saccà prese parte ai moti calabresi del 1847, per i quali fu costretto ad andare esule. Per la sua partecipazione ai fatti svoltisi dopo il 15 maggio 1848 nei quali era comandante in seconda del battaglione cacciatori d'Aspromonte, fu condannato a trent'anni di carcere da scontarsi nel carcere di Procida.
Amnistiato, nel 1859 formò a Reggio Calabria un comitato d'insurrezione e, dopo lo sbarco di Marsala, raggiunse Giuseppe Garibaldi combattendo fin sotto le mura di Reggio. Qui Garibaldi lo nominò giudice della Gran Corte criminale, la prima corte che amministrava la giustizia nel continente nel nome dell'Italia unita. Al termine della dittatura fu impegnato nella repressione del brigantaggio. In qualità di funzionario di Pubblica Sicurezza, fu successivamente trasferito a Messina, quindi a Teramo. Morì improvvisamente a Mosciano, dove si era recato per ragioni di servizio.

## Onorificenze
Oltre a varie medaglie ricevute per la sua attività di combattente, molte municipalità calabresi vollero insignire Saccà della cittadinanza onoraria, compresa la città di Reggio Calabria che gli ha dedicato una via.